# Ribera Arga-Aragón
La Ribera Arga-Aragón es una comarca y una subzona (según la Zonificación Navarra 2000) de la Comunidad Foral de Navarra (España), situada dentro de la zona de la Ribera Alta. Esta comarca está formada por 14 municipios. 4 de ellos forman parte de la Merindad de Tudela y el resto de la Merindad de Olite.

## Geografía física

### Situación
La comarca se encuentra situada al sur de la Comunidad Foral de Navarra, por ella discurren los cursos bajos de los ríos Arga, Aragón en su curso bajo y el Ebro. Limita al norte con la comarca de Tafalla y la de Sangüesa, al este con la provincia de Zaragoza, al sur con la comarca de Tudela y al oeste con la Ribera del Alto Ebro y la comunidad de La Rioja.

## Municipios
La comarca de la Ribera Arga-Aragón está formada por 14 municipios, que se listan a continuación con los datos de población, superficie y densidad correspondientes al año 2017 según el INE.
| Municipio         | Población | Superficie | Densidad |
| ----------------- | --------- | ---------- | -------- |
| Cadreita          | 2028      | 27,20      | 74.56    |
| Caparroso         | 2724      | 80,80      | 33.71    |
| Carcastillo       | 2491      | 97,00      | 25.68    |
| Falces            | 2313      | 114,89     | 20.13    |
| Funes             | 2482      | 52,97      | 46.86    |
| Marcilla          | 2828      | 21,88      | 129.25   |
| Mélida            | 718       | 26,11      | 27.5     |
| Milagro           | 3400      | 28,34      | 119.97   |
| Miranda de Arga   | 855       | 59,79      | 14.3     |
| Murillo el Cuende | 659       | 58,72      | 11.22    |
| Murillo el Fruto  | 603       | 33,79      | 17.85    |
| Peralta           | 5828      | 88,57      | 65.8     |
| Santacara         | 868       | 33,96      | 25.56    |
| Villafranca       | 2845      | 46,23      | 61.54    |